# Henryk VI, część 3

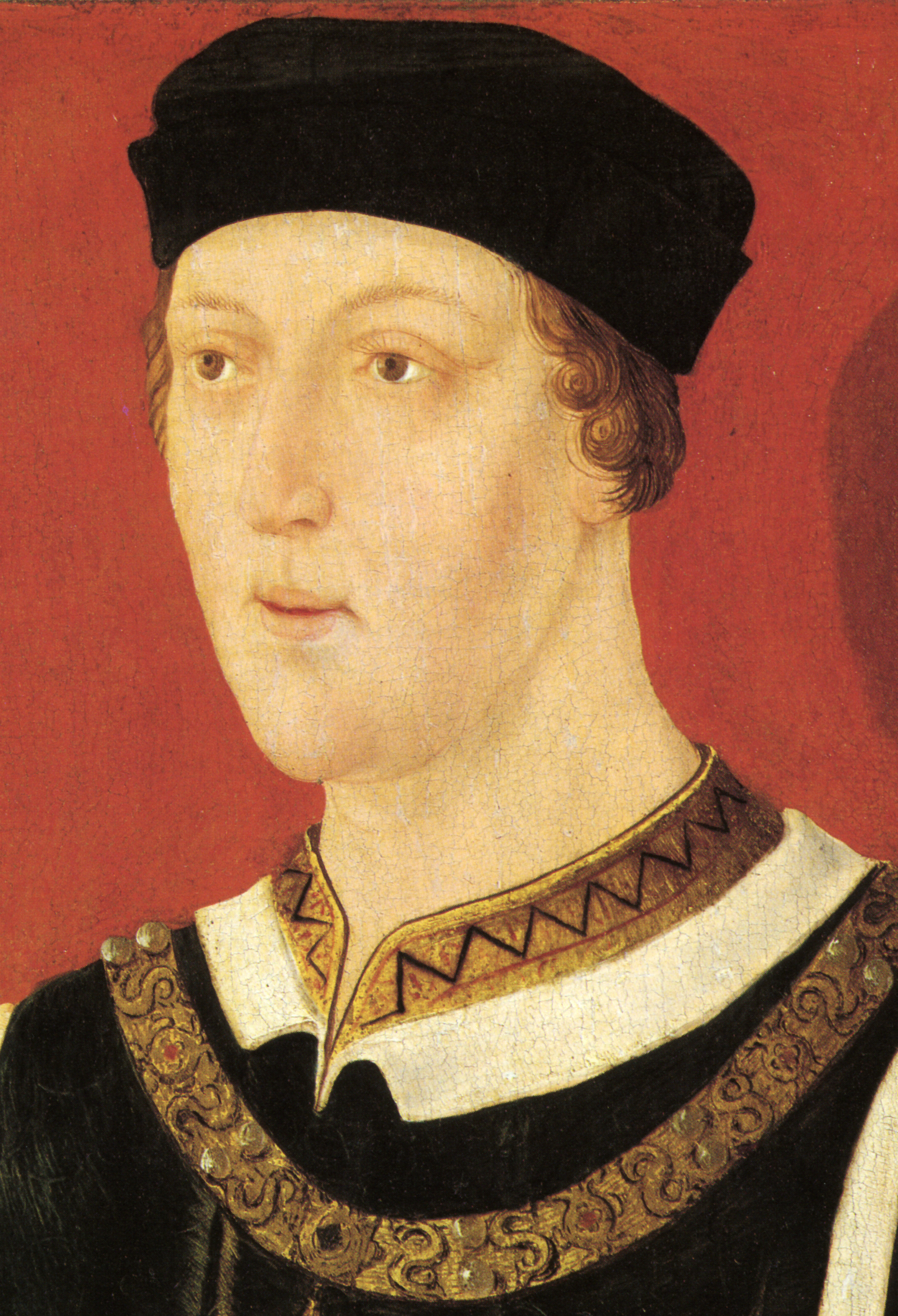
Henryk VI

Henryk VI, część 3 (ang. Henry VI, Part 3) – kronika, napisana przez Williama Shakespeare’a, będąca częścią pierwszej tetralogii. Opisuje losy króla Henryka VI. Jest kontynuacją Henryka VI, części 1 i Henryka VI, części 2, nie jest jednak pewne, że zostały napisane w takiej kolejności. Została napisana około 1590 roku. 
Jest jedną z najlepszych sztuk Szekspira, stanowi także dowód na to, że poeta ze Stratford potrafi tworzyć poruszające sceny. Większość utworu jest pisana z pozycji przeciwnika Yorków. 
Po raz pierwszy została wystawiona na scenie w 1592 roku. Ukazała się drukiem po raz pierwszy w 1595 roku, później została zamieszczona w Pierwszym Folio (1623).
Opowiada o ostatnim etapie Wojny Dwóch Róż, obaleniu króla Henryka VI, mimo dużego zaangażowania jego żony, Małgorzaty Andegaweńskiej i osadzeniu na tronie przedstawiciela rodu Yorków.